# Deizisau
Deizisau ist eine Gemeinde im Landkreis Esslingen in Baden-Württemberg mit etwa 6900 Einwohnern. Sie gehört zur Region Stuttgart (bis 1992 Region Mittlerer Neckar) und zur europäischen Metropolregion Stuttgart. Die Gemeinde liegt am Neckar zwischen den Städten Plochingen und Esslingen am Neckar, etwa 20 Kilometer südöstlich der baden-württembergischen Landeshauptstadt Stuttgart.

## Geographie

### Geographische Lage
Deizisau liegt am linken Hang des Neckartales kurz nach dem Plochinger „Neckarknie“, wo der Fluss von Nordost- auf Westnordwestlauf wechselt. An der Westgrenze der Gemarkung Deizisau mündet die Körsch in den Neckar, im Osten gehört zur Gemarkung ein Teil des Waldes Plochinger Kopf über dem Flussknie.

### Gemeindegliederung
Zur Gemeinde Deizisau gehören außer dem Dorf Deizisau keine weiteren Orte. Auf dem Gebiet der Gemeinde Deizisau liegt die abgegangene Ortschaft Kersch.

### Nachbargemeinden
Angrenzende Gemeinden sind im Norden Altbach, im Nordosten Plochingen, im Südosten Wernau, im Süden Köngen, im Südwesten Denkendorf und im Nordwesten Esslingen am Neckar.

### Flächenaufteilung
Nach Daten des Statistischen Landesamtes, Stand 2014.

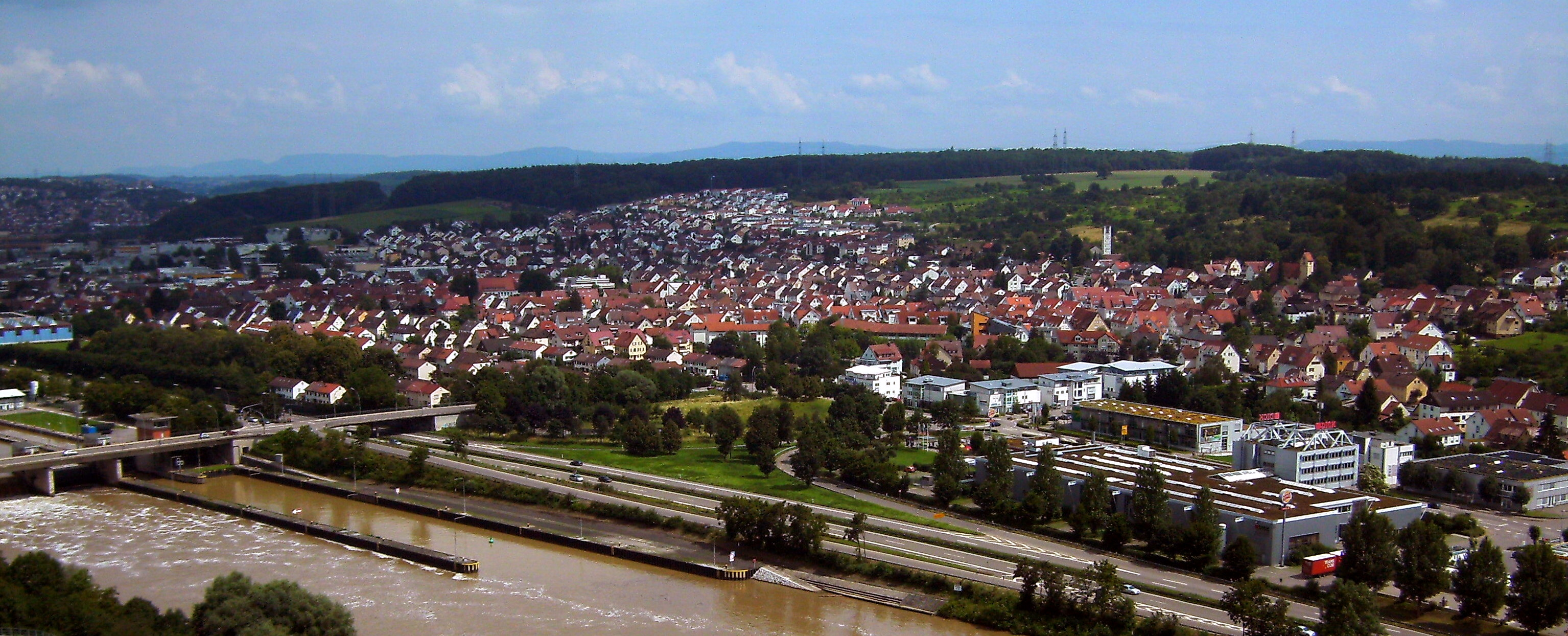
Blick auf Deizisau vom Dach des Heizkraftwerks Altbach/Deizisau

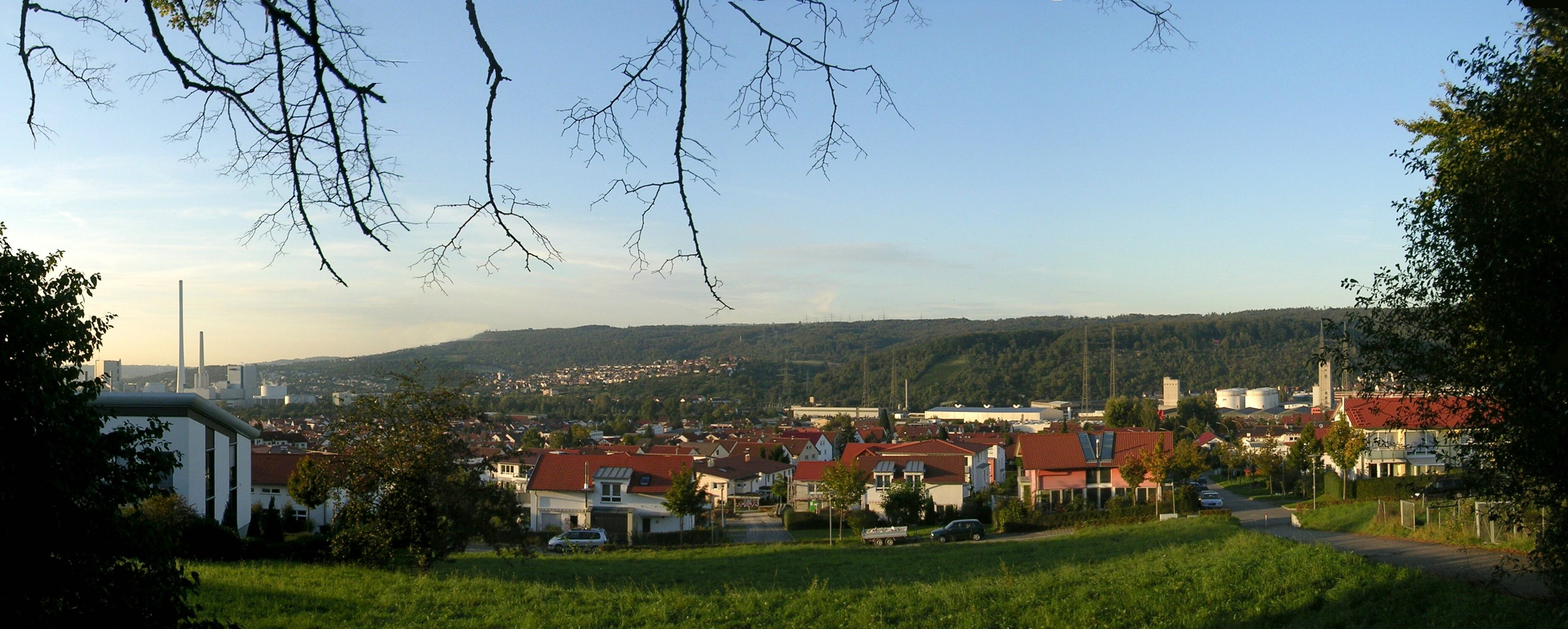
Blick auf das Deizisauer Wohngebiet Obere Kirchstraße

## Etymologie
Den historischen Namensformen nach — Dizinsowe, 1268 belegt, dann Ticisowe, 1287, dann Dytzesow, 1532 – bedeutet dieser Ortsname, « Siedlung des Ditzin in der (Neckar-)Aue », was auf einer früheren keltischen Ansiedlung hinweist.

## Geschichte

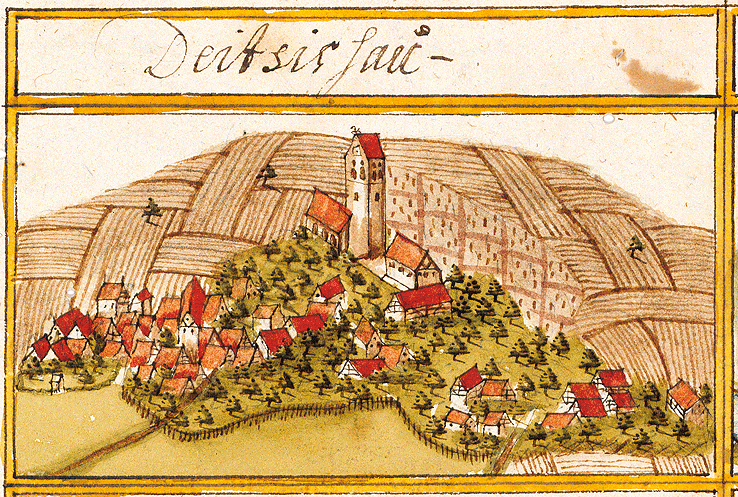
Deizisau 1683/1685 im Kieserschen Forstlagerbuch

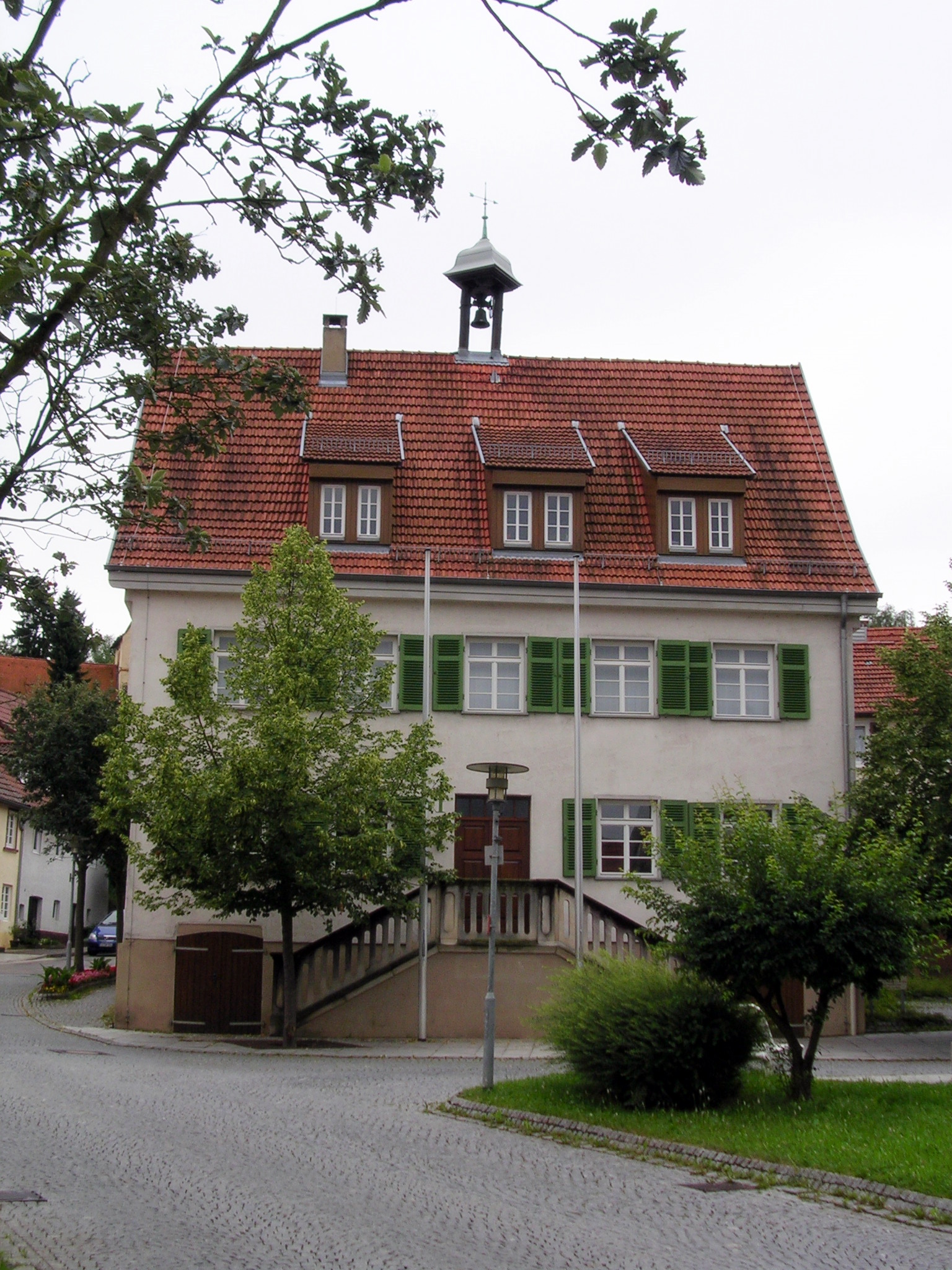
Altes Rathaus aus dem 17. Jahrhundert

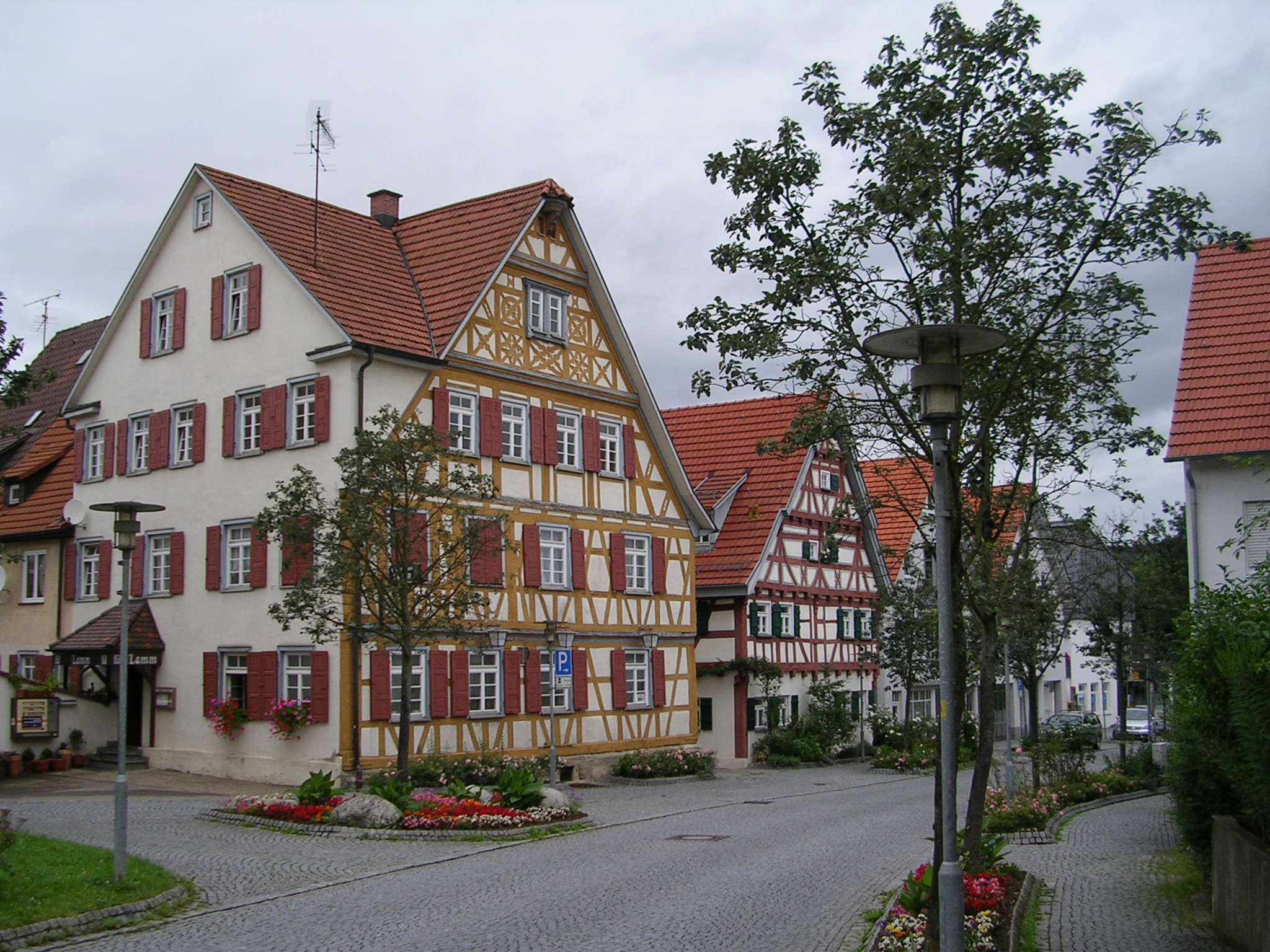
Marktstraße

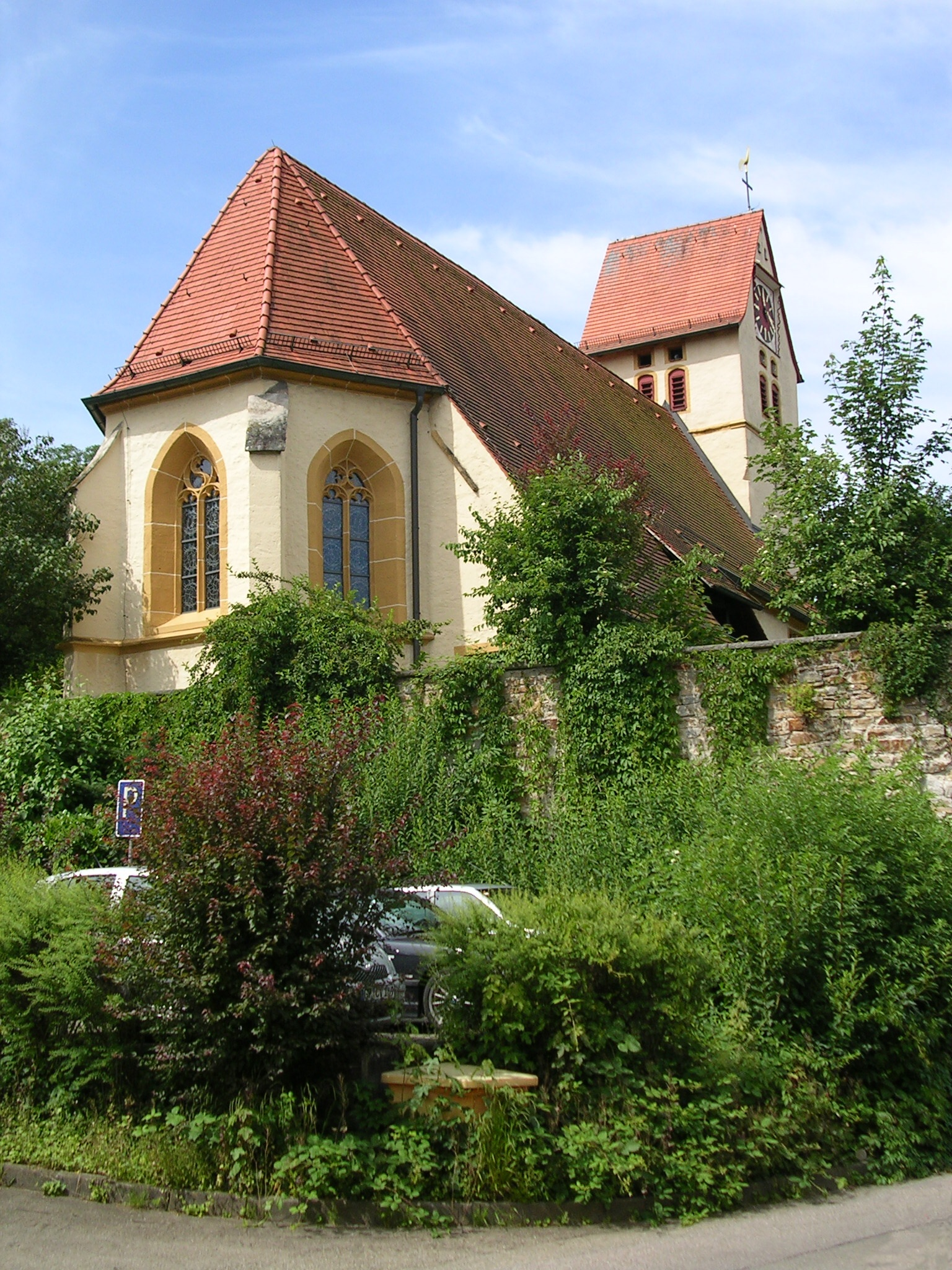
Evangelische Kirche

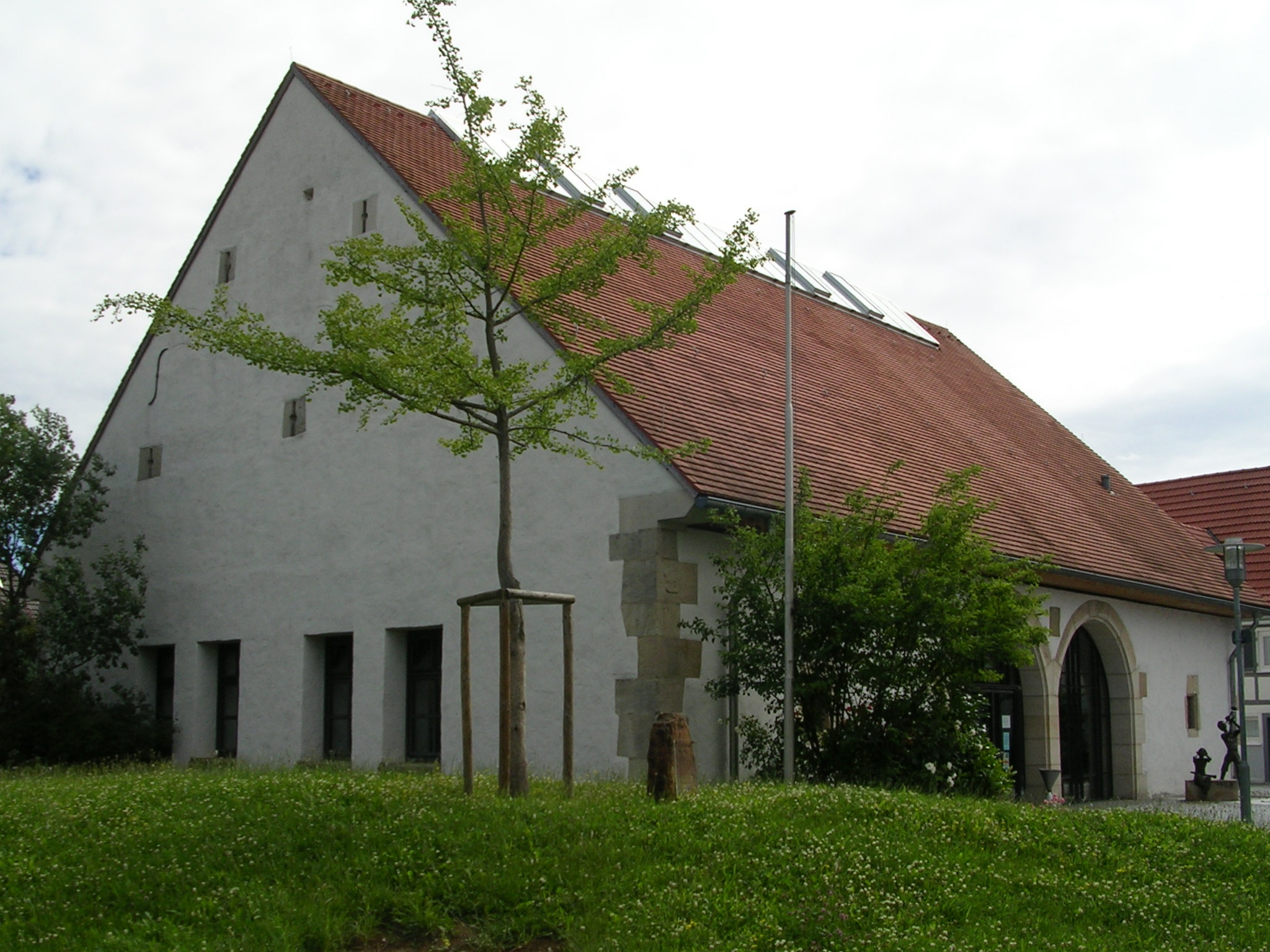
Zehntscheuer von 1580

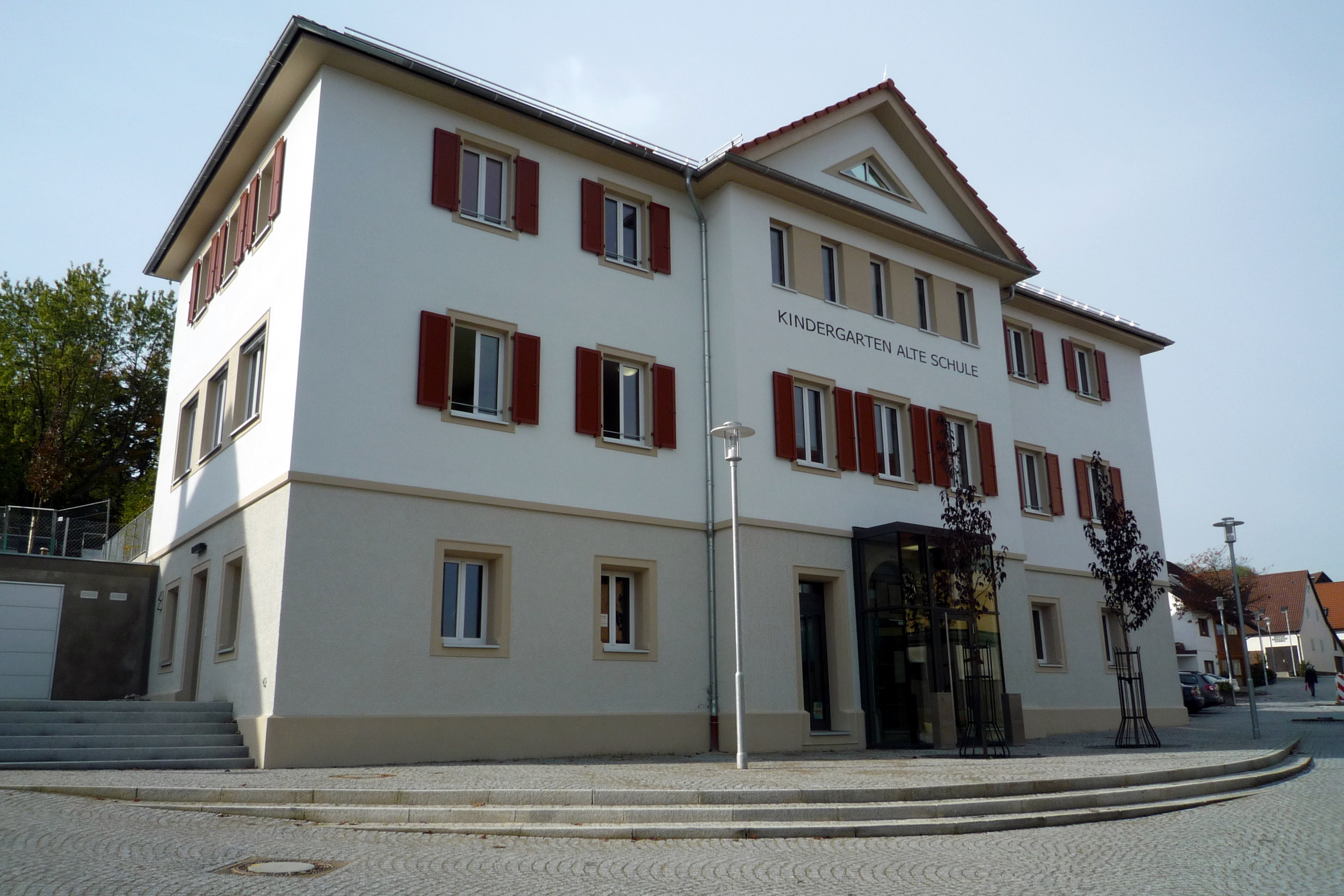
Altes Schulhaus von 1845

### Mittelalter
Zur Zeit seiner Besiedlung im 8. Jahrhundert gehörte das Land der heutigen Gemarkung Deizisau dem Kloster Lorsch an der Bergstraße. Erstmals erwähnt als Dizinsowe wurde das Dorf im Jahr 1268 in einer Urkunde des Klosters Sirnau. Damals stand auf der Gemarkung Deizisau die Körschburg, deren Raubritter häufig Kaufleute auf der Handelsstraße durch das Neckartal überfielen. Sie wurden von den Württembergern 1292 vertrieben und die Burg zerstört. Das Dorf Deizisau selbst gehörte ab 1296 der Patrizierfamilie Bürgermeister aus der Reichsstadt Esslingen und gelangte im Jahr 1411 durch Kauf in den Besitz des Esslinger Katharinenhospitals. 1495 wurde die alte Deizisauer Kirche wegen Baufälligkeit abgerissen und die neue, heutige evangelische Kirche erbaut. Der als Wehrturm ausgeführte Kirchturm wurde dabei von der alten Kirche übernommen. 1532 wurde in Deizisau durch das Katharinenhospital die Reformation eingeführt.

### Frühe Neuzeit
In der zweiten Hälfte des 16. Jahrhunderts wurde Deizisau Poststation an der ersten dauerhaft betriebenen Postlinie im Heiligen Römischen Reich, die damals von Venedig nach Antwerpen führte. Der erste namentlich bekannte Postmeister war im Jahr 1585 Carlin von Taxis, der der Postunternehmerfamilie Thurn und Taxis entstammte. Manche seiner Nachkommen leben noch heute in Deizisau, wo Taxis einer der häufigsten Familiennamen ist.
Zu Beginn des 17. Jahrhunderts wüteten in Deizisau zunächst die Pest, die 1608 31 Menschen hinwegraffte, danach die Söldnerheere des Dreißigjährigen Kriegs. Zählte der Ort 1618 noch 275 Einwohner, so waren am Ende des Krieges noch 140 Menschen in Deizisau am Leben. Auch die Poststation ging in dieser Zeit wieder verloren. Hatte Deizisau seit dem Mittelalter zum Herrschaftsbereich der Reichsstadt Esslingen gehört, so wurde es 1803 aufgrund der Neuordnung Deutschlands durch Napoleon als Folge des Reichsdeputationshauptschlusses württembergisch.

### Württembergische Zeit
Bei der Umsetzung der neuen Verwaltungsgliederung im Königreich Württemberg kam Deizisau zum Oberamt Esslingen. Im 19. Jahrhundert blieb Deizisau zwar von Kriegszerstörungen verschont, litt dafür aber mehrfach unter schweren Hungersnöten. Nur kurze Zeit nach dem Ende der Napoleonischen Kriege kam es 1816 infolge eines Vulkanausbruchs in Indonesien zu einer weltweiten Klimakatastrophe, dem sogenannten Jahr ohne Sommer. In Deizisau regnete es 75 Tage hintereinander, Hagel verwüstete die Felder und die kümmerliche Ernte konnte zum Teil erst nach Weihnachten eingefahren werden. Die Folge war eine der bittersten Hungersnöte der Deizisauer Geschichte. Weitere schlimme Missernten folgten in den Jahren von 1852 bis 1855. Insgesamt 135 Bürger verließen in diesen vier Hungerjahren den Ort, um in die Vereinigten Staaten auszuwandern. An die Hungersnöte des 19. Jahrhunderts erinnert heute noch die im Jahr 1833 im Rotfeld auf der Anhöhe zwischen Deizisau und Köngen gepflanzte Hungerlinde.
1845 wurde in Deizisau ein erstes Schulhaus (heute ein Kindergarten) errichtet, 1908 ein neues in der Bismarckstraße gebaut. In dem stark erweiterten Gebäudekomplex befindet sich heute die Grund- und Gemeinschaftsschule.
1928 wurde Sirnau, das bis dahin zur Deizisauer Gemarkung gehörte, an Eßlingen gegen eine jährliche Rentenzahlung abgetreten. Bei der Kreisreform während der NS-Zeit in Württemberg gelangte Deizisau 1938 zum Landkreis Esslingen. Der Zweite Weltkrieg und damit die Zeit des Nationalsozialismus endete für Deizisau am 22. April 1945 mit dem Einmarsch der amerikanischen Truppen.

### Nachkriegszeit
Deizisau wurde Teil der Amerikanischen Besatzungszone und gehörte somit zum neu gegründeten Land Württemberg-Baden, das 1952 im jetzigen Bundesland Baden-Württemberg aufging.
In den Nachkriegsjahren wurden viele Heimatvertriebene aufgenommen und integriert. Der Ort entwickelte sich von einem noch stark durch Landwirtschaft geprägten Dorf zu einer Kommune mit sehr viel Industrie, der es auch während der Kommunalreform der siebziger Jahre gelang, ihre Selbstständigkeit zu bewahren, nicht zuletzt durch das ausgeprägte kommunale Selbstbewusstsein ihrer Bürger.

### Religionen
Seit der Reformation bis zum Ende des Zweiten Weltkriegs war Deizisau evangelisch geprägt. Danach entstand durch die Ansiedlung vieler Heimatvertriebener in Gemeinschaft mit Altbach auch eine katholische Gemeinde, die 1960 in Deizisau die Klemens-Maria-Hofbauer-Kirche einweihte. Heute gehören die katholischen Christen zur Kirchengemeinde St. Konrad Plochingen. Die evangelisch-methodistischen Christen, die von 1950 bis 2021 in der Klingenstraße die Christuskapelle als Gotteshaus besaßen, gehören der Kirchengemeinde Plochingen an. Seit 2021 befindet sich ihr Kirchenraum im Gemeindezentrum H29 in Plochingen. Die Gemeinde der Zeugen Jehovas versammelt sich im Königreichssaal in der Sirnauer Straße. Seit 2021 hat die Ahmadiyya Muslim Jamaat Gemeinde Esslingen ihren Sitz in der Ludwigstraße in Deizisau.

### Einwohnerentwicklung
Bei den Zahlen handelt es sich um Schätzungen, von 1850 bis 1970 um das Ergebnis von Volkszählungen und ab 1980 um die amtliche Fortschreibung des Statistischen Landesamtes Baden-Württemberg:
| Jahr | Einwohner |
| ---- | --------- |
| 1618 | 275       |
| 1649 | 140       |
| 1700 | 372       |
| 1800 | 600       |
| 1850 | 1007      |
| 1900 | 1244      |
| 1925 | 1623      |
| 1939 | 1941      |
| 1950 | 2709      |
| 1961 | 4037      |

| Jahr | Einwohner |
| ---- | --------- |
| 1970 | 6131      |
| 1980 | 6263      |
| 1990 | 6269      |
| 1995 | 6054      |
| 2000 | 6387      |
| 2005 | 6552      |
| 2010 | 6420      |
| 2015 | 6735      |
| 2020 | 6906      |

## Politik

### Bürgermeister seit 1819
Die Ortsvorsteher wurden in Württemberg bis 1930 als Schultheiße und erst danach als Bürgermeister bezeichnet. Bis 1898 waren die Deizisauer Ortsvorsteher Bauernschultheiße, danach stehen mit Ausnahme der Zeit direkt am Ende des Zweiten Weltkriegs Verwaltungsfachleute an der Spitze der Gemeinde.
- 1819–1821: Johann Christoph Winkeler
- 1822–1849: Andreas Brodwolf
- 1849–1878: Johann Christoph Gräßle
- 1878–1898: Johann Christoph Bienz
- 1898–1902: Christian Keim
- 1902–1920: Johannes Häußler
- 1920–1944: Gotthilf Kirchner
- 1945–0000: Christian Müller
- 1945–1946: Wilhelm Bäuerle
- 1946–1948: Hermann Malmsheimer
- 1948–1985: Hermann Ertinger
- 1985–2009: Gerhard Schmid
- seit 2009: Thomas Matrohs

### Gemeinderat
Der Gemeinderat in Deizisau besteht aus den gewählten 18 ehrenamtlichen Gemeinderäten und dem Bürgermeister als Vorsitzendem. Der Bürgermeister ist im Gemeinderat stimmberechtigt. Die Kommunalwahl am 9. Juni 2024 führte zu folgendem Endergebnis. 
| Parteien und Wählergemeinschaften | Parteien und Wählergemeinschaften           | % 2024  | Sitze 2024 | % 2019  | Sitze 2019 | Kommunalwahl 2024Wahlbeteiligung: 68,16 % 403020100 35,96 %36,60 %18,44 %9,01 % FWCDULEDFSLGewinne und Verlusteim Vergleich zu 2019 %p 8 6 4 2 0 −2 −4 −6 −8+1,54 %p+6,50 %p−6,45 %p−1,57 %pFWCDULEDFSL |
| FW                                | Freie Wählergemeinschaft Deizisau           | 35,96   | 6          | 34,42   | 6          | Kommunalwahl 2024Wahlbeteiligung: 68,16 % 403020100 35,96 %36,60 %18,44 %9,01 % FWCDULEDFSLGewinne und Verlusteim Vergleich zu 2019 %p 8 6 4 2 0 −2 −4 −6 −8+1,54 %p+6,50 %p−6,45 %p−1,57 %pFWCDULEDFSL |
| CDU                               | Christlich Demokratische Union Deutschlands | 36,60   | 7          | 30,10   | 5          | Kommunalwahl 2024Wahlbeteiligung: 68,16 % 403020100 35,96 %36,60 %18,44 %9,01 % FWCDULEDFSLGewinne und Verlusteim Vergleich zu 2019 %p 8 6 4 2 0 −2 −4 −6 −8+1,54 %p+6,50 %p−6,45 %p−1,57 %pFWCDULEDFSL |
| LED                               | Liste Engagierter DeizisauerInnen           | 18,44   | 3          | 24,89   | 5          | Kommunalwahl 2024Wahlbeteiligung: 68,16 % 403020100 35,96 %36,60 %18,44 %9,01 % FWCDULEDFSLGewinne und Verlusteim Vergleich zu 2019 %p 8 6 4 2 0 −2 −4 −6 −8+1,54 %p+6,50 %p−6,45 %p−1,57 %pFWCDULEDFSL |
| FSL                               | Freie Soziale Liste                         | 9,01    | 2          | 10,58   | 2          | Kommunalwahl 2024Wahlbeteiligung: 68,16 % 403020100 35,96 %36,60 %18,44 %9,01 % FWCDULEDFSLGewinne und Verlusteim Vergleich zu 2019 %p 8 6 4 2 0 −2 −4 −6 −8+1,54 %p+6,50 %p−6,45 %p−1,57 %pFWCDULEDFSL |
| gesamt                            | gesamt                                      | 100,0   | 18         | 100,0   | 18         | Kommunalwahl 2024Wahlbeteiligung: 68,16 % 403020100 35,96 %36,60 %18,44 %9,01 % FWCDULEDFSLGewinne und Verlusteim Vergleich zu 2019 %p 8 6 4 2 0 −2 −4 −6 −8+1,54 %p+6,50 %p−6,45 %p−1,57 %pFWCDULEDFSL |
| Wahlbeteiligung                   | Wahlbeteiligung                             | 68,16 % | 68,16 %    | 65,78 % | 65,78 %    | Kommunalwahl 2024Wahlbeteiligung: 68,16 % 403020100 35,96 %36,60 %18,44 %9,01 % FWCDULEDFSLGewinne und Verlusteim Vergleich zu 2019 %p 8 6 4 2 0 −2 −4 −6 −8+1,54 %p+6,50 %p−6,45 %p−1,57 %pFWCDULEDFSL |

### Wappen

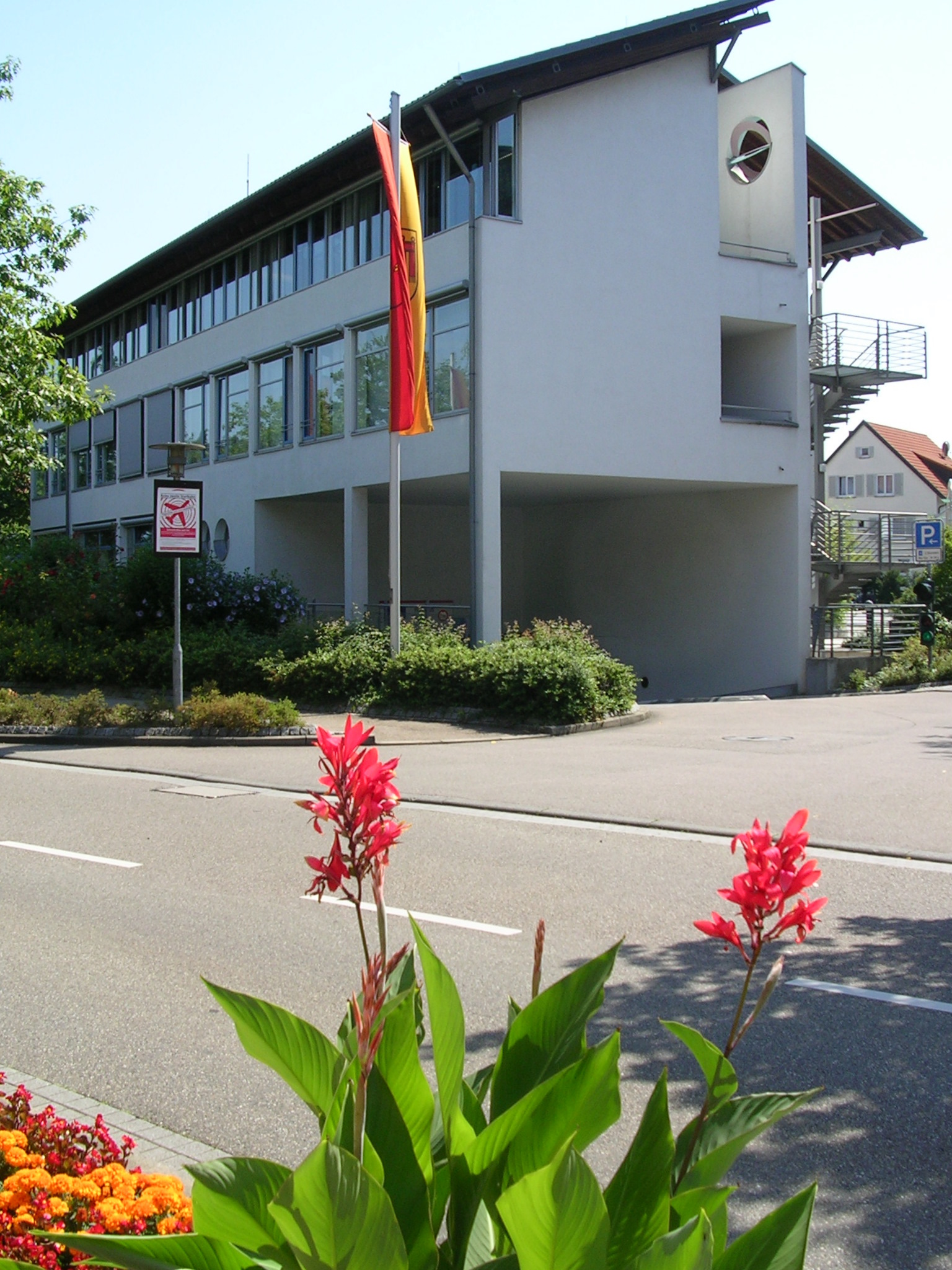
Rathaus

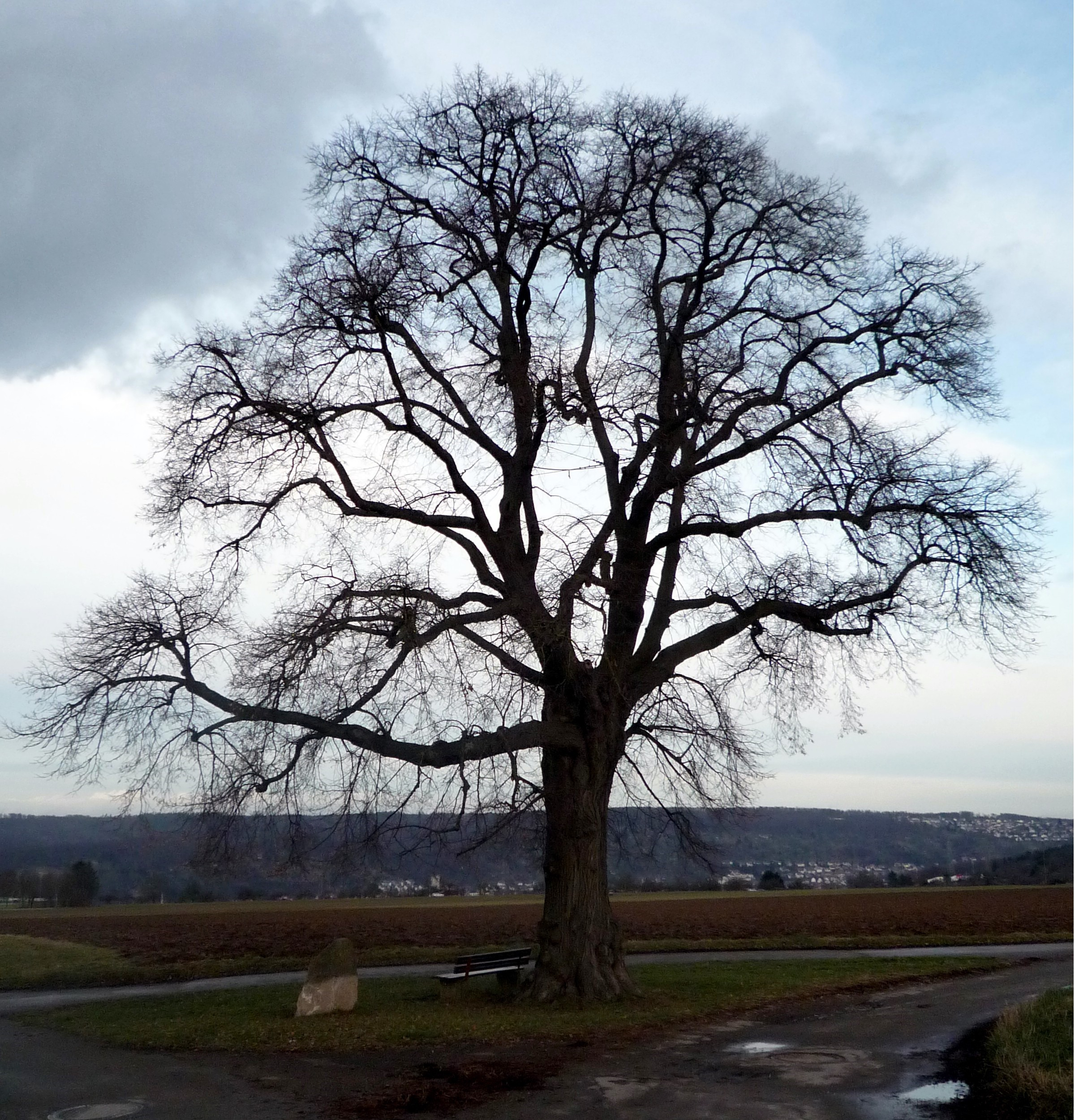
Hungerlinde

Blasonierung: In gespaltenem Schild vorne in Gold eine dreilatzige rote Fahne, hinten in Rot ein goldener Entenfuß.
Der aus der Sicht des Betrachters linke Wappenteil (die fachsprachliche Beschreibung der Heraldik spricht dagegen vom rechten Wappenteil) zeigt die Fahne der Pfalzgrafen von Tübingen. Sie stammt vom Esslinger St. Katharinen-Spital, in dessen Besitz sich für mehrere Jahrhunderte nicht nur Deizisau befand, sondern auch die von den Tübinger Pfalzgrafen übernommenen Dörfer Möhringen und Vaihingen a. d. Fildern. Die Herkunft und Bedeutung des Entenfußes in der rechten Hälfte des Wappens sind dagegen unbekannt. Die Farben des Wappens, Rot und Gold, sind die Farben der Esslinger Patrizierfamilie Bürgermeister von Deizisau, zu deren Eigentum Deizisau im Mittelalter einige Zeit lang gehörte.

### Gemeindepartnerschaften
Seit 1991 besteht eine innerdeutsche Partnerschaft zu Neukieritzsch in Sachsen.

## Wirtschaft und Infrastruktur

### Bekannte Firmen in Deizisau
- Das Heizkraftwerk Altbach/Deizisau der Energie Baden-Württemberg AG (EnBW) mit einer elektrischen Leistung von etwa 1200 Megawatt liegt zu einem Teil auf der Gemarkung Deizisau.
- Die Coca-Cola Erfrischungsgetränke AG besitzt in Deizisau seit 1957 eine Produktionsstätte.
- Die Firma Eheim ist ein führender Hersteller von Aquarienzubehör, der seinen Firmensitz und seine Produktionsstätte mit ungefähr 250 Mitarbeitern seit 1957 in Deizisau hat.
- Das Traditionsunternehmen Friedr. Dick, ein Hersteller von Feilen, Messern und Werkzeugen, hat seit 1997 seinen Sitz in Deizisau. Dort sind ungefähr 180 Mitarbeiter beschäftigt.
- Der Esslinger Drehmaschinenhersteller Index-Werke errichtete 1970 einen Standort in Deizisau. Nach dem Ausbau im Jahr 2013 beschäftigt er dort etwa 400 Mitarbeiter.
- Der Etiketten- und Etikettiermaschinenhersteller Herma mit Firmensitz in Filderstadt besaß von 1965 bis 2019 in Deizisau einen Produktionsstandort. In dem zuletzt 1989 erweiterten Gebäude arbeiteten etwa 120 Mitarbeiter.

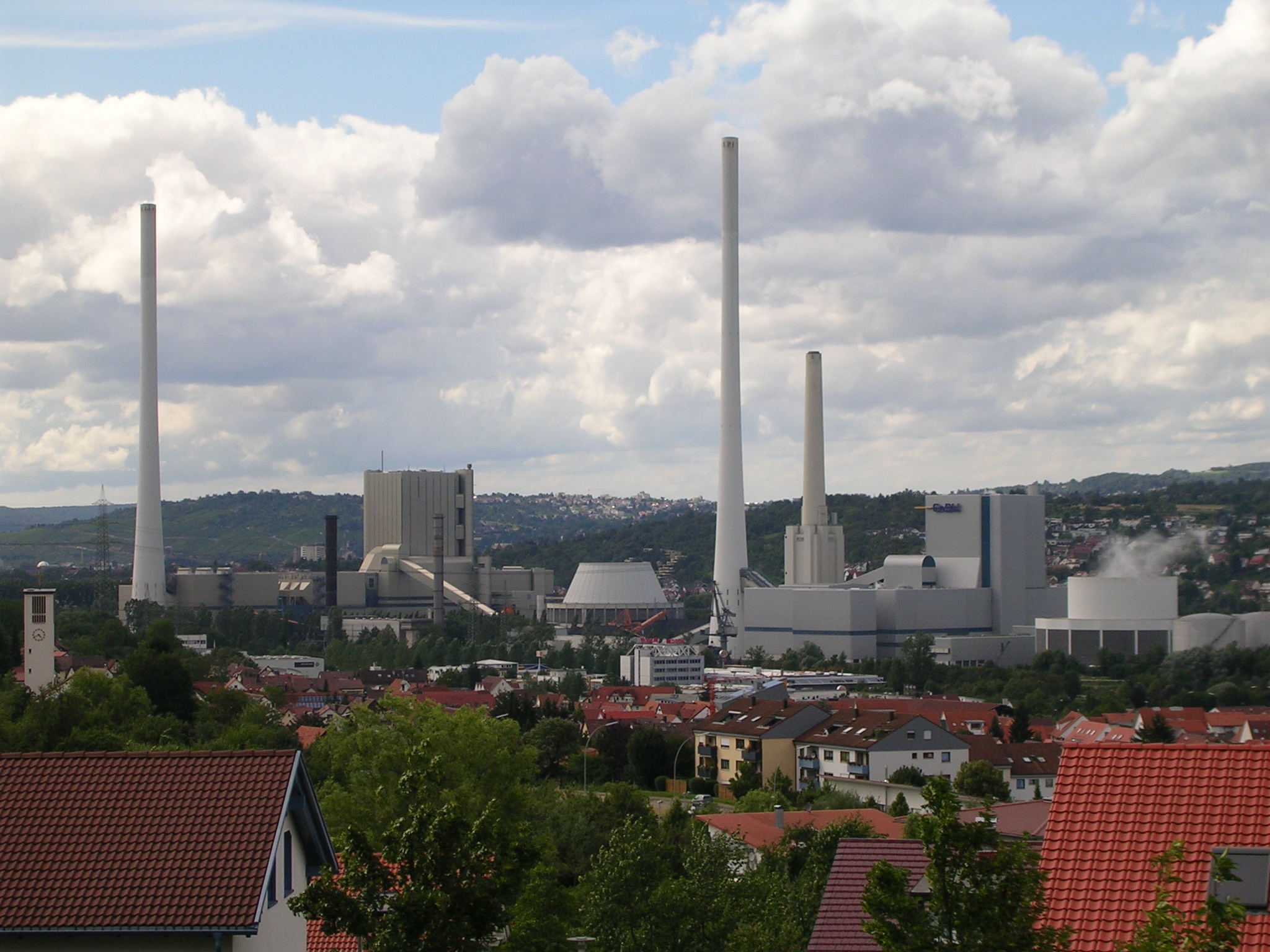
Heizkraftwerk Altbach/Deizisau
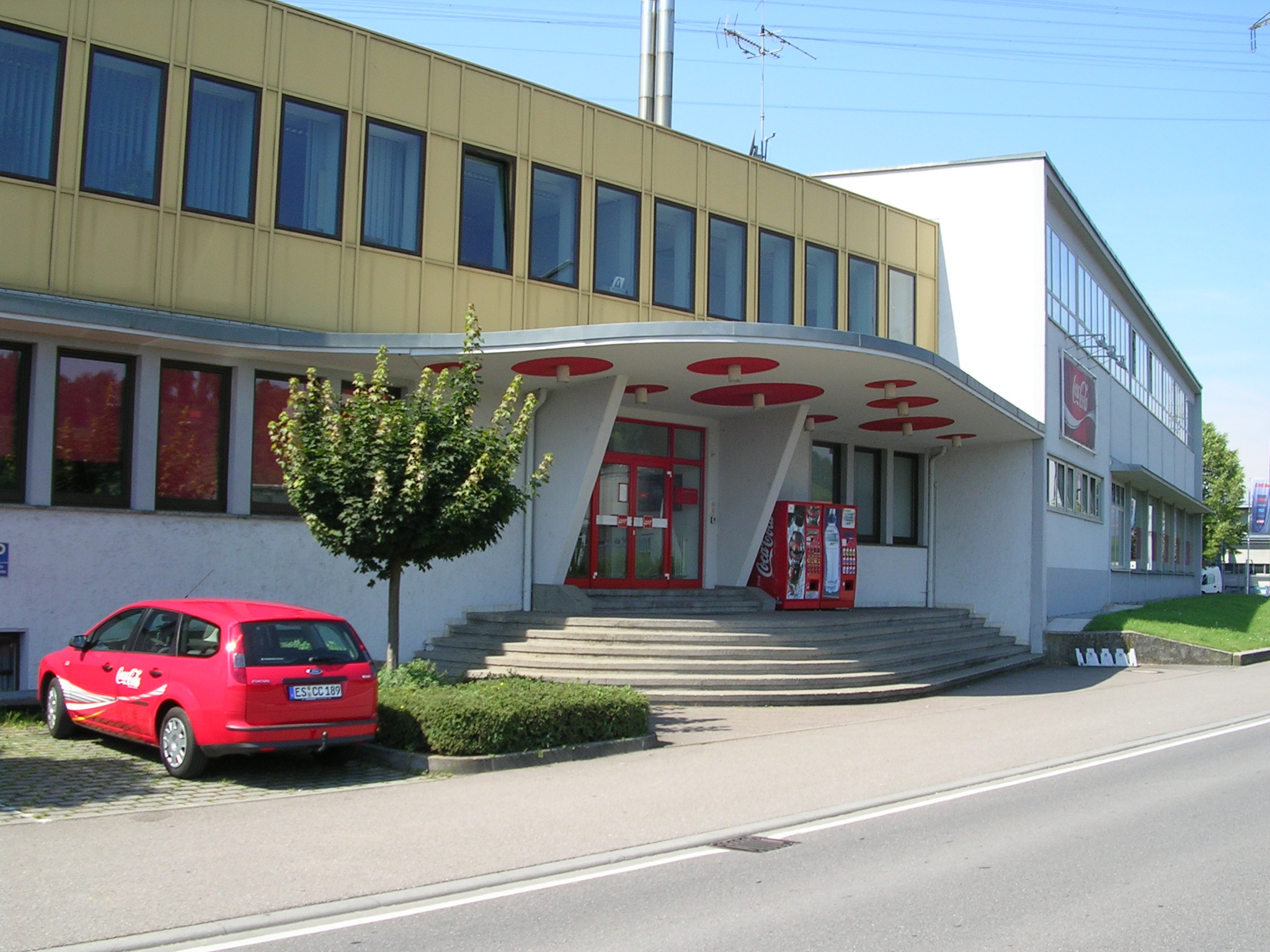
Coca-Cola-Werk
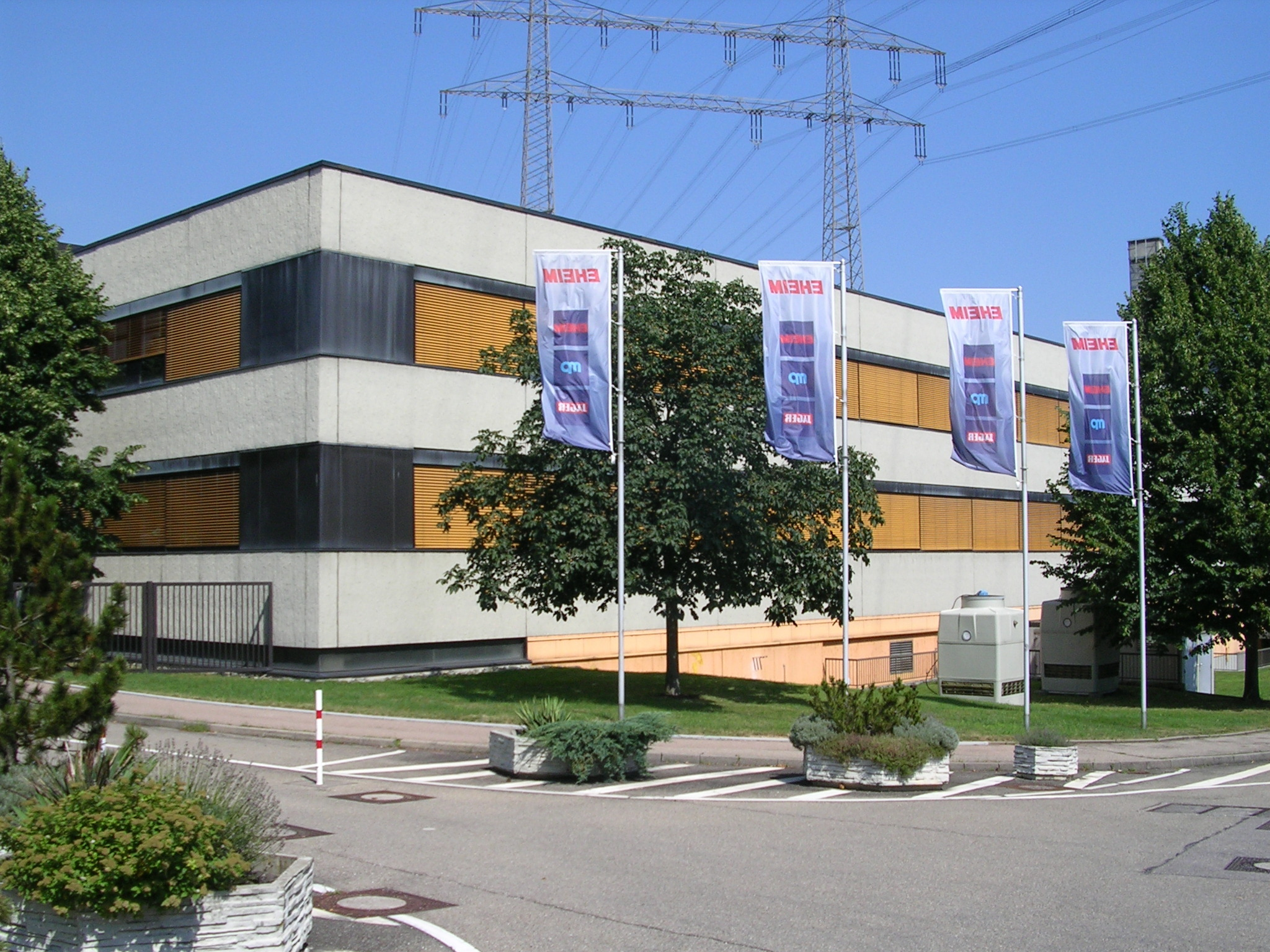
Firma Eheim
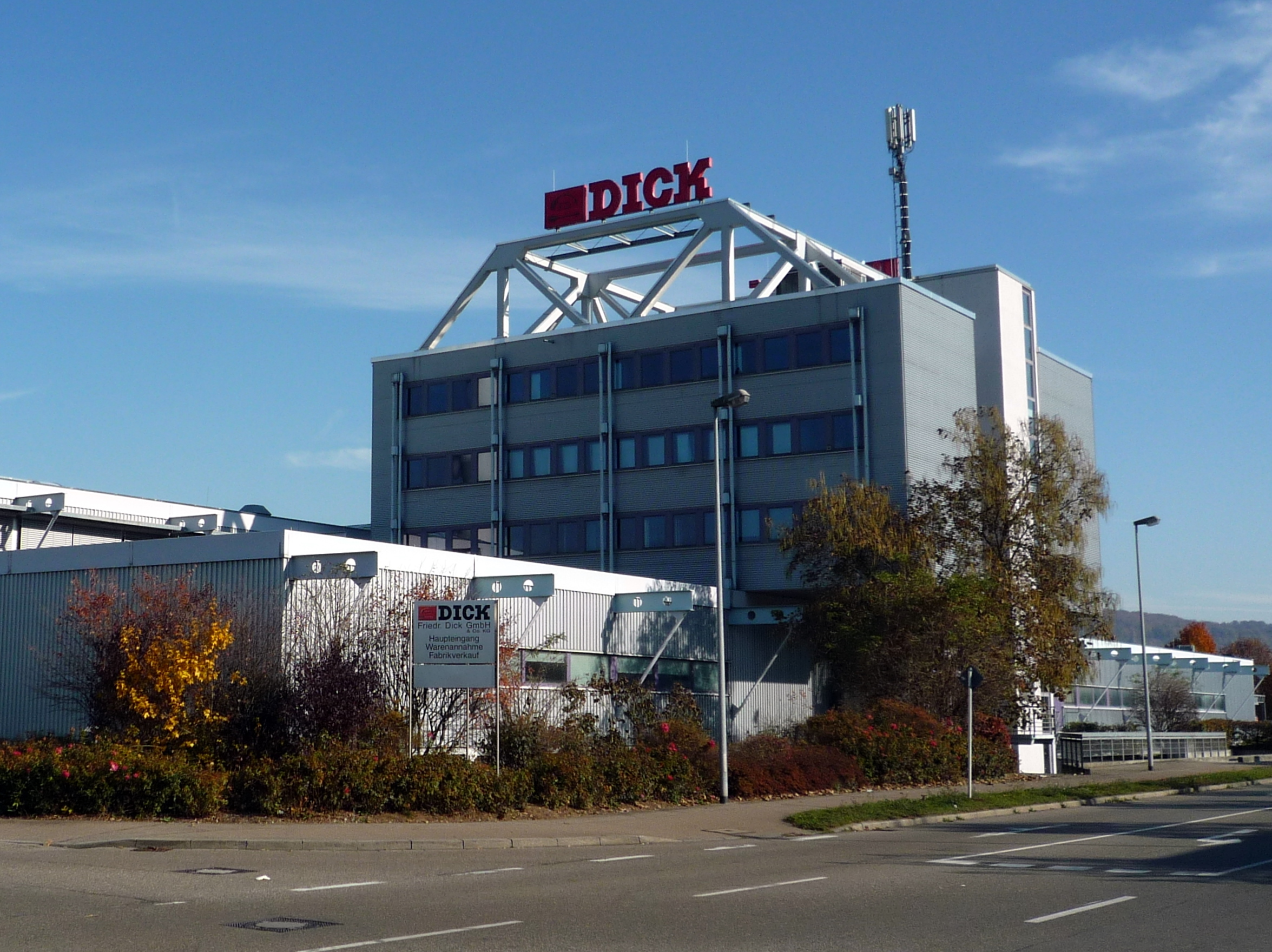
Firma Friedr. Dick
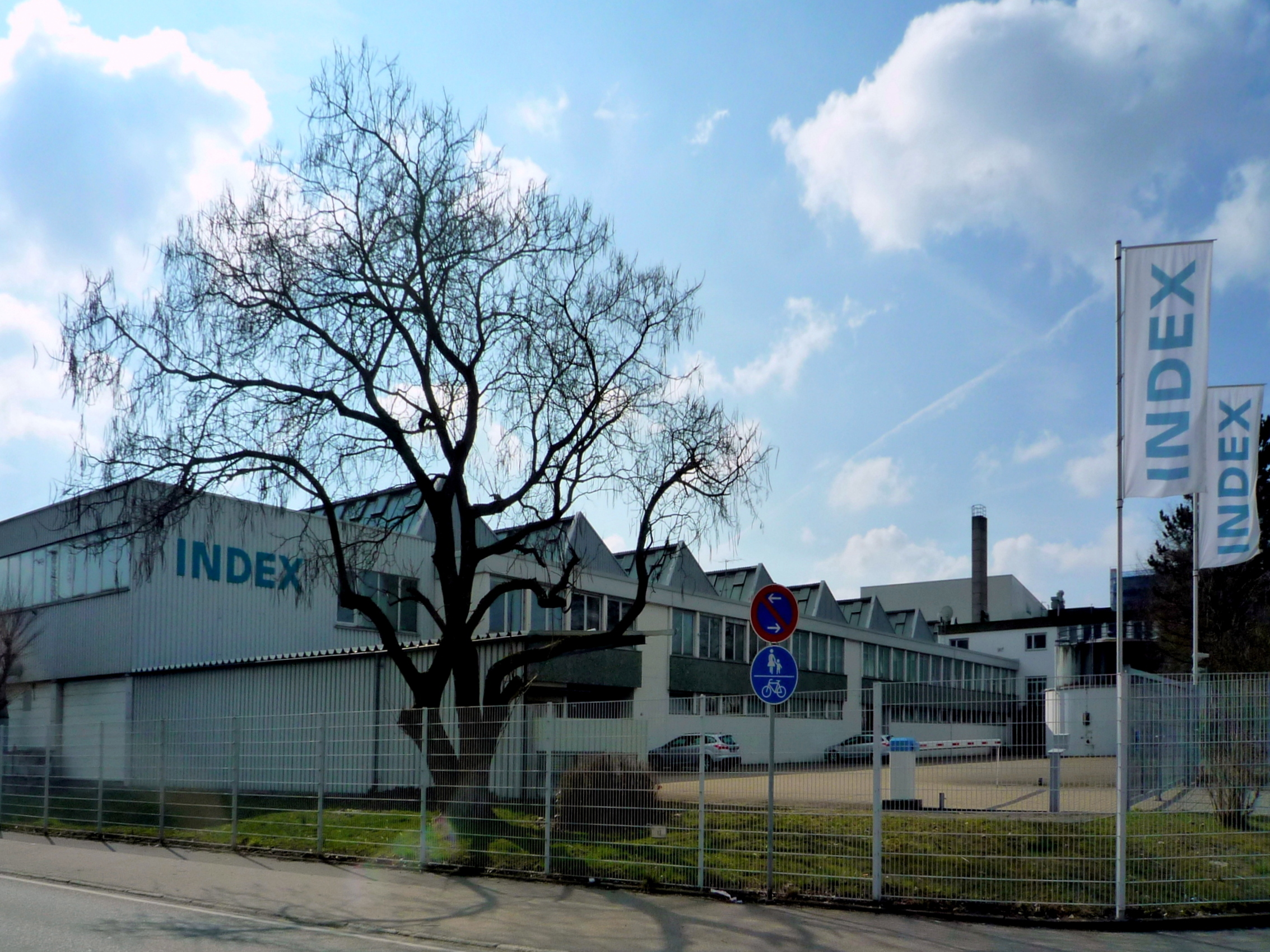
Firma Index
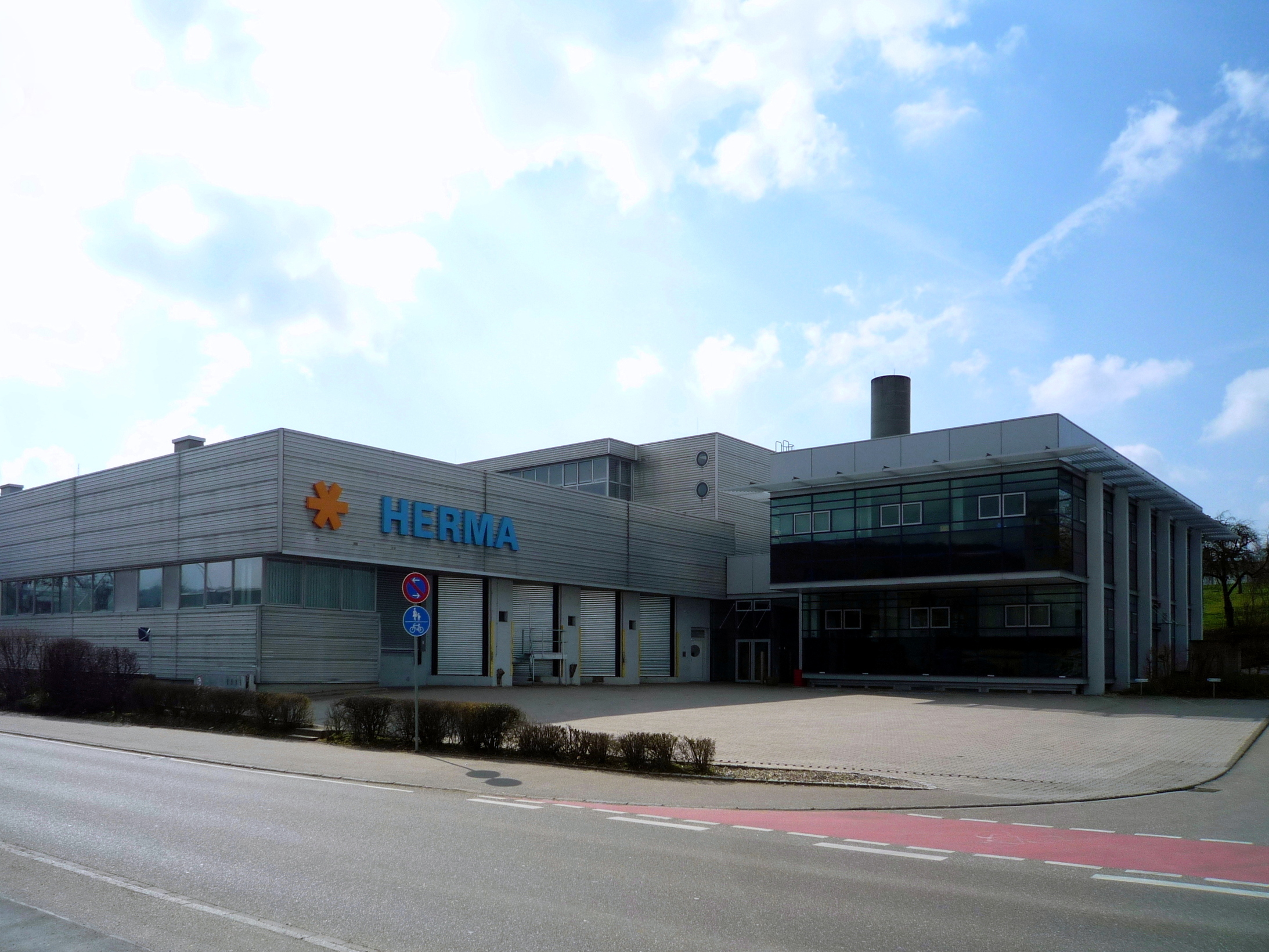
Ehemalige Firma Herma (2013)

### Verkehr
Deizisau hat eine gute Anbindung an das Verkehrsnetz durch den direkten Zugang zur S-Bahn Stuttgart (Haltestellen Altbach und Plochingen), die Bundesstraße 10, die Nähe zur Bundesautobahn 8 und die Neckar-Schifffahrt.
Der öffentliche Personennahverkehr wird durch die VVS-Buslinien 143 (nach Plochingen) und 104 (nach Esslingen) bedient.
Der Neckar wurde hier durch die Staustufe Deizisau aufgestaut. Er ermöglicht somit Schiffsverkehr bis zum Hafen Plochingen.

### Bildungseinrichtungen
In Deizisau gibt es eine Grundschule, auf die seit dem Schuljahr 2013/2014 eine Gemeinschaftsschule aufbaut. Die Volkshochschule Esslingen am Neckar besitzt in Deizisau eine Nebenstelle.

### Freizeit- und Sportanlagen
Fußball-, Handball- und Tennisanlagen, auf dem der TSV Deizisau spielt, ein beheiztes Freibad (1938: erstes Freibad im Kreis Eßlingen) und einen Schützenverein mit Schießständen mit 10 m, 25 m und 50 m Distanzen.

### Abfallentsorgung
Für die Abfallentsorgung ist der Abfallwirtschaftsbetrieb des Landkreises Esslingen zuständig. Es bestehen getrennte Sammlungen für Biomüll, Hausmüll und Papier. Verpackungen werden im Rahmen des Grünen Punktes in sogenannten gelben Säcken gesammelt. Sperrmüll wird gegen Abgabe eines von zwei Gutscheinen jährlich kostenlos abgeholt oder kann zu einer Entsorgungsstation gebracht werden. Bei den Entsorgungsstationen können auch Elektro- und Metallschrott sowie andere wiederverwertbare Stoffe abgegeben werden.

## Kultur und Sehenswürdigkeiten

### Bauwerke

#### Evangelische Kirche
Die spätgotische Kirche wurde einer Inschrift an ihrer Empore zufolge im Jahr 1495 eingeweiht. Das Datum ist zwar urkundlich nicht belegt, eine dendrochronologischen Untersuchung im Jahr 1982 ergab aber, dass das für den Dachstuhl verwendete Holz zwischen 1494 und 1495 geschlagen wurde. Der Kirchturm stammt von einem erstmals 1353 genannten Vorgängerbau. Im Inneren der Kirche befindet sich der Flügel einer Altartafel aus dem letzten Jahrzehnt des 15. Jahrhunderts, der von dem Kunsthistoriker Hans Rott dem Esslinger Maler Matthias Ulin-Wolf dem Jüngeren († 1536) zugeschrieben wurde und bis 1811 zur Kapelle des damals abgebrochenen Esslinger Katharinenhospitals gehörte. Der Altarflügel zeigt auf der Innenseite die Heiligen Agnes und Christophorus, auf der Außenseite das Motiv der Apostelaussendung. Sehenswert sind auch vier von Hans Gottfried von Stockhausen entworfene Kirchenfenster. Das südliche Seitenfenster wurde 1961 eingeweiht, die drei Chorfenster stammen aus dem Jahr 1982.

#### Andere Bauwerke
- die 1580 erbaute Zehntscheuer
- das alte Rathaus aus dem 17. Jahrhundert
- das alte klassizistische Schulhaus von 1845

### Regelmäßige Veranstaltungen
- Deizisauer Hauptfest mit Kinderfest. Seit 1924 wird dieses Fest mit Umzügen der Vereine und der Schule, musikalischen Auftritten und einem abschließenden Lampionumzug regelmäßig ausgerichtet; in heutiger Zeit findet es immer am Wochenende vor den Sommerferien statt.
- Am zweiten Adventssonntag wird in Deizisau ein Weihnachtsmarkt veranstaltet.
- Von 1997 bis 2015 fand in Deizisau jährlich zur Osterzeit das Internationale Neckar-Open – das seinerzeit größte Schachturnier Deutschlands statt, das von den Schachfreunden Deizisau veranstaltet wurde. 2023 kam es zu einer Neuauflage dieses Turniers. Mit dem Herbst-Open wird seit 2006 ein weiteres Schachturnier jeweils vom 29. Oktober bis zum 1. November ausgetragen. Der ausrichtende Verein spielt seit der Saison 2017/18 in der höchsten deutschen Spielklasse, der Schachbundesliga – sowohl in der offenen Klasse, als auch bei den Frauen, wodurch es bei den Heimwettkämpfen in Deizisau regelmäßig zu Partien zwischen Großmeistern der erweiterten Weltspitze kommt.

## Persönlichkeiten

### Ehrenbürger
- 1982: Albert Seifried (1913–1982), Gemeinderat und 1. stellvertretender Bürgermeister
- 1985: Hermann Ertinger (1920–1997), Bürgermeister
- 1996: Julius Staufner (1931–2001), Gemeinderat und 1. stellvertretender Bürgermeister
- 2017: Gerhard Schmid (* 1947), Bürgermeister

### Söhne und Töchter der Gemeinde
- Karl August von Zoller (1773–1858), Pfarrer in Deizisau 1798–1811, bedeutender württembergischer Pädagoge
- August Zoller (1804–1856), Übersetzer, Schriftsteller und Journalist
- Wilhelm Seifried (1855–1927), Landwirt und Politiker (BdL, WBWB), Landtagsabgeordneter
- Wilhelm Schloz (1894–1972), Dichter und Maler
- Siegfried Häußler (1917–1989), Arzt, Verbandsvertreter und Hochschullehrer
- Walter Weitmann (1926–2007), Unternehmer
- Edgar Wolff (* 1958), Politiker (Freie Wähler), von 2009 bis 2025 Landrat des Landkreises Göppingen
- Peter Starzmann (* 1962), Fußballspieler, Fußballtrainer
- Selina Nowak (* 1990), Fußballspielerin

### Persönlichkeiten, die in Deizisau gelebt oder gewirkt haben
- Ludwig Hetsch (1806–1872), Komponist geistlicher und romantischer Lieder, heiratete am Ort und erwarb das Deizisauer Bürgerrecht
- Eugen von Schneider (1854–1937), Archivar und Landeshistoriker, 1877 Diakon und Pfarrverweser am Ort
- Julius von Jan (1897–1964), Widerstandskämpfer gegen den Nationalsozialismus, 1925 Pfarrverweser am Ort[25]
- Gotthilf Fischer (1928–2020), Chorleiter, wuchs in seiner Heimatgemeinde Deizisau auf
- Bernd Förster (* 1956), Fußballspieler unter anderem bei Bayern München und beim VfB Stuttgart, Spieler der deutschen Nationalmannschaft, wohnhaft in Deizisau seit 1980[26]